# Arts du langage
Vous pouvez aider à l'améliorer ou bien discuter des problèmes sur sa page de discussion.
- Il peut contenir un travail inédit ou des déclarations non vérifiées. Vous pouvez l’améliorer en ajoutant des références. (Marqué depuis novembre 2015)

Vous pouvez aider à l'améliorer ou bien discuter des problèmes sur sa page de discussion.
- Il adopte un point de vue régional ou culturel particulier et nécessite une internationalisation. (Marqué depuis novembre 2015)

Les arts du langage sont un nom générique donné, notamment dans l'enseignement, aux pratiques culturelles reposant sur la connaissance et l'utilisation du langage humain. Ils comprennent à la fois la linguistique : l'étude du langage en général et des différentes langues par lesquelles il se réalise, et la littérature au sens le plus vaste : l'usage du langage comme forme d'art.

## Définition de l’International Council of Teachers of English
Selon l’International Council of Teachers of English (« Conseil international des professeurs d’anglais »), les cinq éléments principaux du langage de l’art sont[réf. nécessaire] :
- la lecture ;
- l’écriture ;
- la parole ;
- l’écoute ;
- la littératie visuelle.

Les étudiants peuvent travailler sur des projets synthétisant ces aspects.

## Lecture
La lecture est par définition, la connaissance et la capacité de comprendre un texte écrit, qu'il soit ou non imprimé. Elle peut s'étendre à la compréhension de toute information présentée visuellement : on parle alors plus spécifiquement de littératie visuelle.
L'apprentissage de la lecture s'appuie sur une grande variété de textes de fiction ou de non-fiction, classiques et contemporaine.

## Composition
La composition de manière la plus générale se définit comme la combinaison en un tout de parties ou d’éléments distincts ainsi que la manière dont ces éléments sont combinés ou reliés. Appliquée aux arts du langage, le terme de composition peut s'appliquer à :
- la création d'une œuvre littéraire ;
- La structuration ou l’organisation de la littérature ;
- la composition comme exercice scolaire ou universitaire : un court essai, généralement en prose, consacré à l'analyse, l'interprétation ou la spéculation sur un sujet particulier.